# My Tribute to the King
My Tribute to the King är ett musikalbum av Helmut Lotti från 2002.

## Låtlista
| Nr  | Titel                           | Längd |
| --- | ------------------------------- | ----- |
| 1.  | Theme of Tribute (Intro)        | 0:44  |
| 2.  | Suspicious Minds                | 3:31  |
| 3.  | One Night with You              | 2:23  |
| 4.  | You've Lost That Loving Feeling | 4:06  |
| 5.  | Return to Sender                | 2:24  |
| 6.  | Can't Help Falling in Love      | 2:54  |
| 7.  | Heartbreak Hotel                | 2:25  |
| 8.  | Are You Lonesome Tonight        | 3:18  |
| 9.  | Good Luck Charm                 | 2:16  |
| 10. | Crying in the Chapel            | 2:29  |
| 11. | Love Me Tender                  | 2:42  |
| 12. | I Just Can't Help Believing     | 2:50  |
| 13. | Kiss Me Quick                   | 2:46  |
| 14. | Thank You                       | 2:58  |
| 15. | Such a Night                    | 2:55  |
| 16. | I Can't Stop Loving You         | 2:22  |
| 17. | What Now My Love                | 2:52  |
| 18. | If You Were Mine                | 3:22  |
| 19. | In the Ghetto                   | 2:39  |
| 20. | The King's Medley               | 6:58  |
| 21. | Suspicious Minds                | 3:31  |